# Проблемы Грэй
«Проблемы Грэй» (англ. Gray Matters)— американская романтическая комедия 2006 года режиссёра Сью Крамер.

## Сюжет
Грэй (Хизер Грэм) живёт вместе со своим братом Сэмом (Том Кавана). Они решают, что должны найти друг другу партнёра для брака. В результате происходит знакомство с Чарли (Бриджит Мойнахан). И уже на следующий день Сэм сообщает Грэй, что они с Чарли решили пожениться. В Лас-Вегасе, ночью перед свадьбой, Грэй и Чарли устраивают девичник и напиваются. Вернувшись в номер отеля, они неожиданно целуются друг с другом. Чарли засыпает, а Грэй не может найти себе места, чувствуя вину перед братом и не понимая, почему это с ней случилось. Свадьба состоялась, а Грэй вдруг понимает, что тоже влюбилась в Чарли, и осознаёт, что является лесбиянкой. Она решается всё рассказать брату, и тот выгоняет её из квартиры. Но в конце концов они мирятся.

## В ролях
| Актёр             | Роль           |
| ----------------- | -------------- |
| Хизер Грэм        | Грэй           |
| Том Кавана        | Сэм            |
| Бриджит Мойнахан  | Чарли          |
| Молли Шэннон      | Кэрри          |
| Алан Камминг      | Горди          |
| Сисси Спейсек     | Сидни          |
| Рэйчел Шелли      | Джулия Барлетт |
| Алехандро Абеллан | Хуан           |
| Дон Аккерман      | Конрад Спринг  |